# 阮小二
阮小二，小说《水浒传》中人物。外號「立地太歲」，為梁山水軍將領之一。與弟弟阮小五、阮小七都是石碣村人，以打漁為生。之後三兄弟與吳用、晁蓋、劉唐、公孫勝劫了生辰綱，被官府抓拿，阮氏兄弟就把官兵在蘆葦港消滅了，一同上了梁山，成為水軍將領，多次把前來攻打了朝廷軍隊打敗。後來在攻打方臘時，阮小二率水軍襲擊烏龍嶺水寨，中了方軍圈套，船隻遭火計連環燒著，阮小二欲跳水逃跑時被敵船的掛鉤鉤住，為免被擒受辱便自刎而亡。

## 影視
- 1975年香港邵氏《荡寇志》：利榕杰
- 1988年电影《阮氏三雄》：于荣光
- 1998年央视版《水浒传》：刘卫华
- 2011年版《水浒传》：赵帅